# Jesenec
Jesenec település Csehországban, a Prostějovi járásban. Jesenec Ludmírov, Konice és Dzbel településekkel határos. Lakosainak száma 299 fő (2024. január 1.).

## Népesség
A település lakosságának változását az alábbi diagram mutatja:
| Lakosok száma | 650  | 621  | 524  | 456  | 463  | 361  | 290  | 287  | 297  | 299  |
|               | 1869 | 1890 | 1921 | 1950 | 1980 | 2001 | 2017 | 2019 | 2022 | 2024 |